# Lara Croft: Relic Run
Lara Croft: Relic Run je bezplatná akční dobrodružná nekonečná běžecká plošinovka pro mobilní platformy. Vyvinula ji společnost Simutronics a vydala ji evropská pobočka Square Enix v květnu 2015. 
Hráči se vžijí do role hlavní hrdinky Lary Croft, která pátrá po ztracené kolegyni a zároveň čelí temnému spiknutí. Relic Run je součástí kontinuity Lara Croft, podsérie v rámci franšízy Tomb Raider, která je oddělená od hlavní série. Hra byla vyvinuta jako evoluce žánru nekonečných běžců, který proslavil Temple Run. Společnosti Simutronics a Crystal Dynamics úzce spolupracovaly, aby se ujistily, že jde o jejich vlastní hru a správně zapadá do franšízy.

## Hratelnost
Hra je podobná hře Temple Run; Lara se musí pohybovat v nekonečně se opakujících prostředích a sbírat skóre v závislosti na uběhnuté vzdálenosti. Hra využívá dotykové ovládání, přičemž různé pohyby po obrazovce vybízejí Laru k akci. Pokud Lara narazí na překážku, běh končí, pokud hráč nepoužije Ankh, v takovém případě běh pokračuje z kontrolního bodu.
Obtížnost a frekvence překážek a pastí se s pokračujícím během zvyšuje. Během některých segmentů musí Lara bojovat s nepřáteli pomocí vybavených zbraní: mezi ně patří její typické dvojité pistole, samopaly a útočná puška.

## Děj
Hra se odehrává krátce po Lara Croft and the Temple of Osiris (2014) a sleduje Laru, když jde hledat kolegu archeologa Cartera Bella. Při svém pátrání odhalí svět ohrožující spiknutí. Relikvie shromážděné během herních seancí odemykají záznamy v deníku, které odhalují části příběhu a zpřístupňují nová místa.